# Monumento a Wikipedia
El Monumento a Wikipedia (en polaco: Pomnik Wikipedii) es una escultura ubicada en Słubice (Polonia), diseñada por el artista armenio Mihran Hakobyan para honrar a los contribuyentes a Wikipedia.

## Descripción
El monumento representa cuatro figuras desnudas que sostienen en alto un globo terráqueo basado en el Logo de Wikipedia, que alcanza más de 2 metros (2,2 yd) de altura. La estatua de fibra yresina fue diseñada por el artista de origen armenio Mihran Hakobyan, graduado en el Collegium Polonicum. Costó unos 50.000 złotys (aproximadamente; 14.000 euros) y fue financiada por las autoridades de la ciudad de Słubice.
Su presentación tuvo lugar el 22 de octubre de 2014, convirtiéndose en el primer monumento del mundo dedicado a la enciclopedia en línea. Según Piotr Łuczyński, teniente de alcalde de la ciudad, el memorial «pondrá de relieve la importancia de la ciudad como un centro académico».

## Inscripción

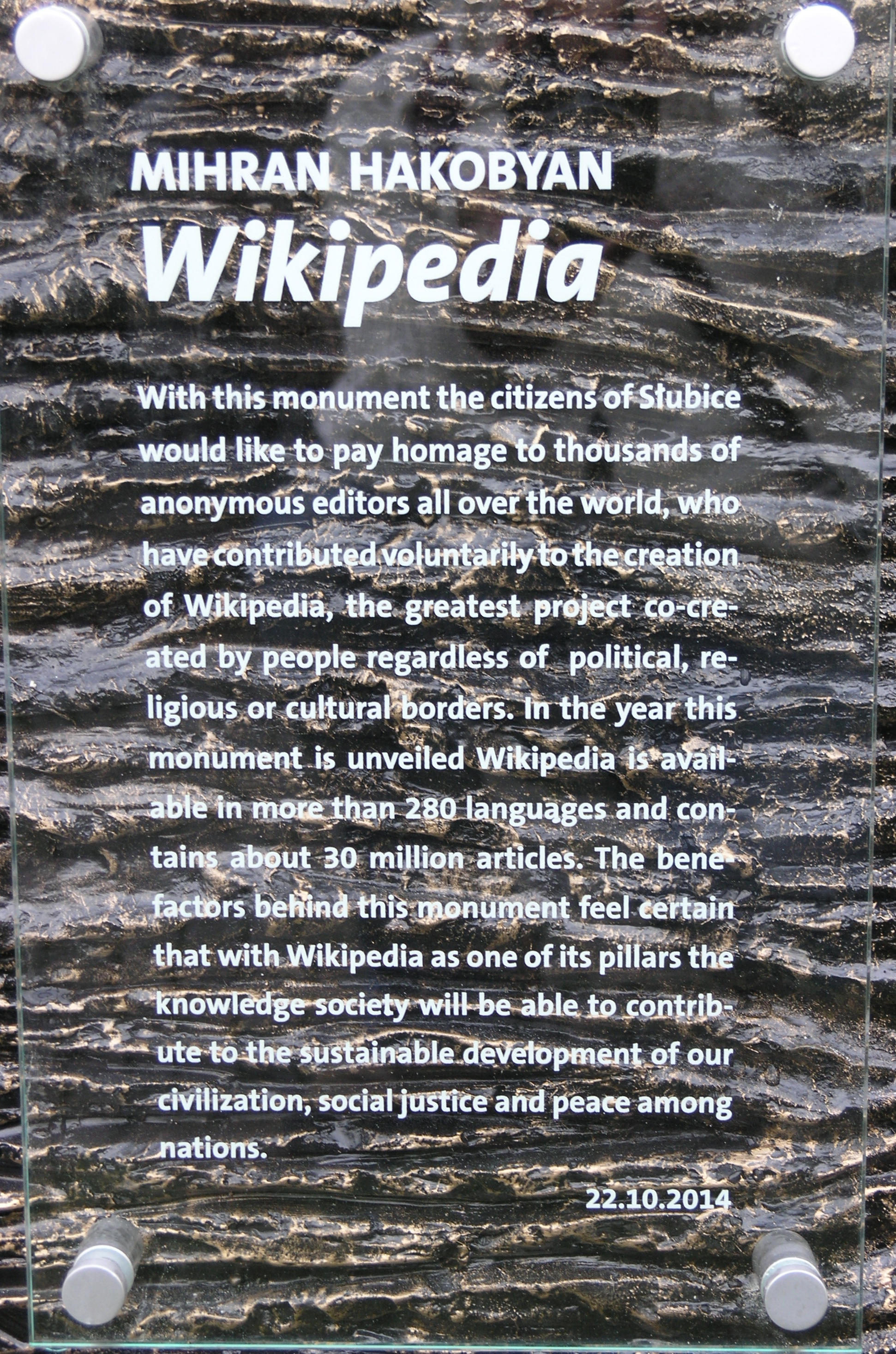
En primer plano, referencia escrita (en inglés) en la base del monumento.

En la base del monumento figura una placa con el siguiente texto:

Transcripción de la referencia en inglés: Wikipedia: With this monument the citizens of Słubice would like to pay homage to thousands of anonymous editors all over the world, who have contributed voluntarily to the creation of Wikipedia, the greatest project co-created by people regardless of political, religious or cultural borders. In the year this monument is unveiled Wikipedia is available in more than 280 languages and contains about 30 million articles. The benefactors behind this monument feel certain that with Wikipedia as one of its pillars the knowledge society will be able to contribute to the sustainable development of our civilization, social justice and peace among nations. 22-10-2014
Traducción de la referencia: Con este monumento los ciudadanos de Słubice desean rendir homenaje a miles de editores anónimos de todo el mundo, que han contribuido voluntariamente a la creación de Wikipedia, el mayor proyecto creado por las personas, independientemente de las fronteras políticas, religiosas o culturales. En el año en que este monumento se dio a conocer Wikipedia está disponible en más de 280 idiomas y contiene alrededor de 30 millones de artículos. Los benefactores de este monumento se sienten seguros de que con Wikipedia como uno de sus pilares la sociedad del conocimiento será capaz de contribuir al desarrollo sostenible de nuestra civilización, la justicia social y la paz entre las naciones. 22-10-2014

## Galería

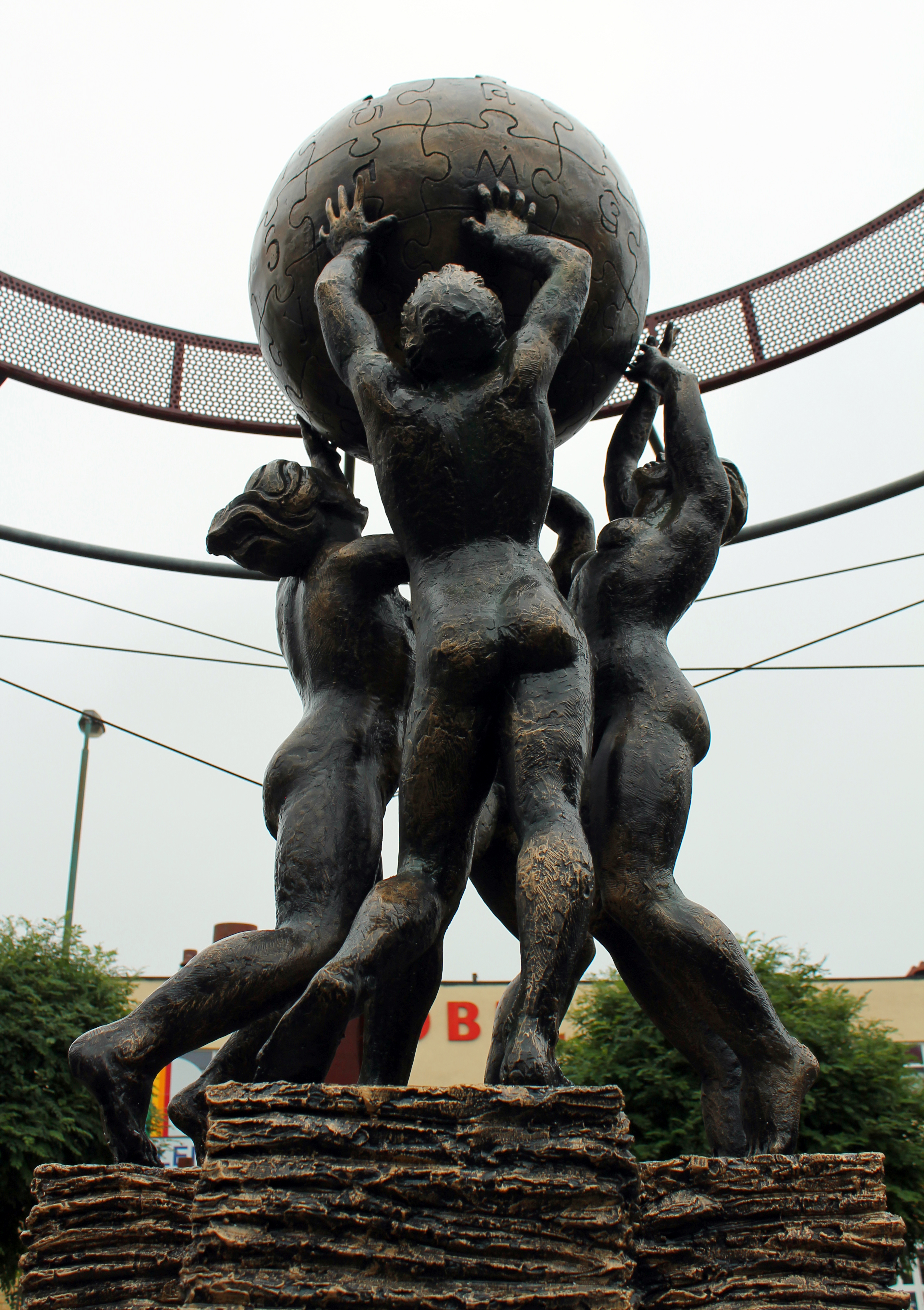
El monumento en primer plano
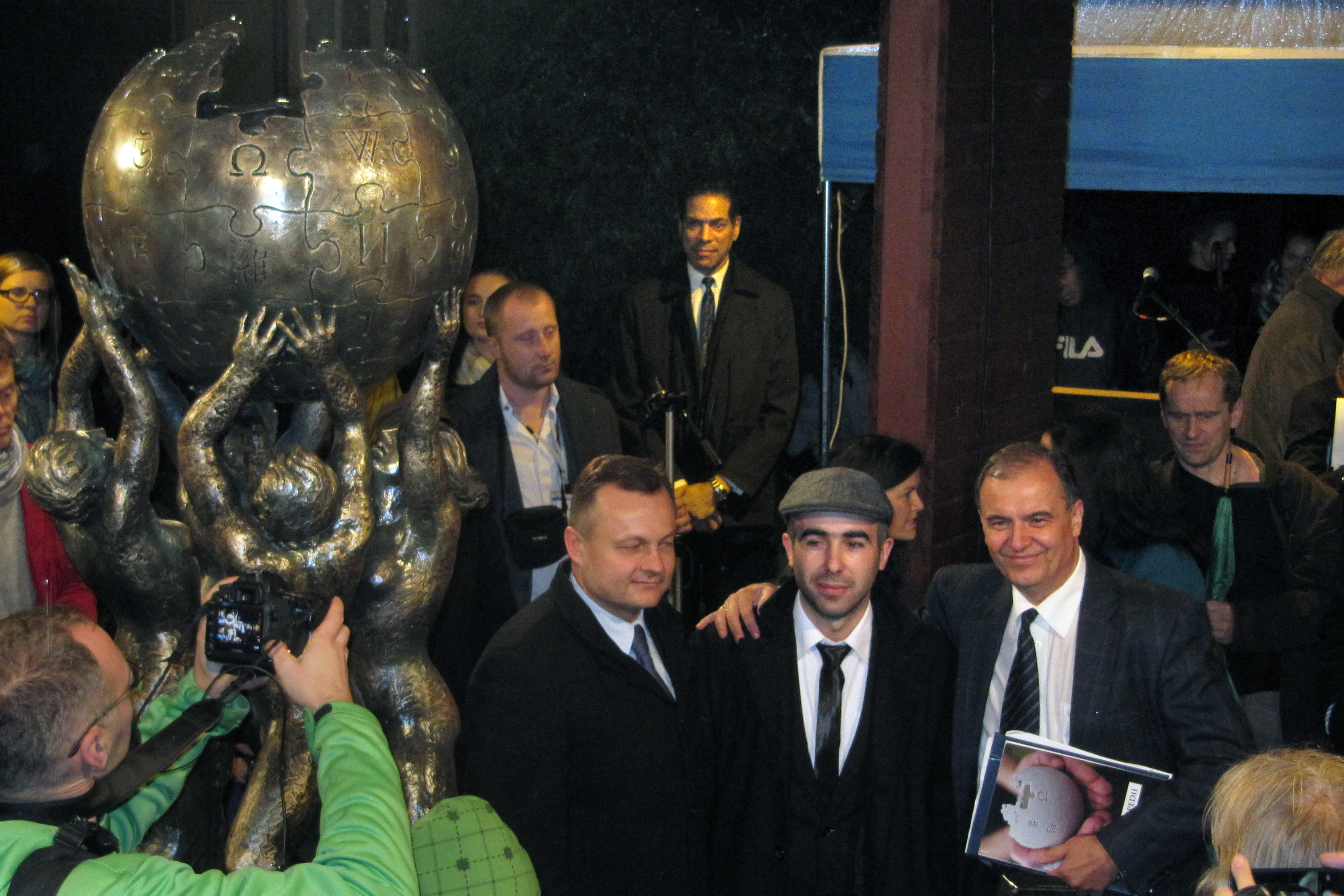
Tomasz Ciszewicz, Mihran Hakobyan y Krzysztof Wojciechowski, en primer plano a la derecha.
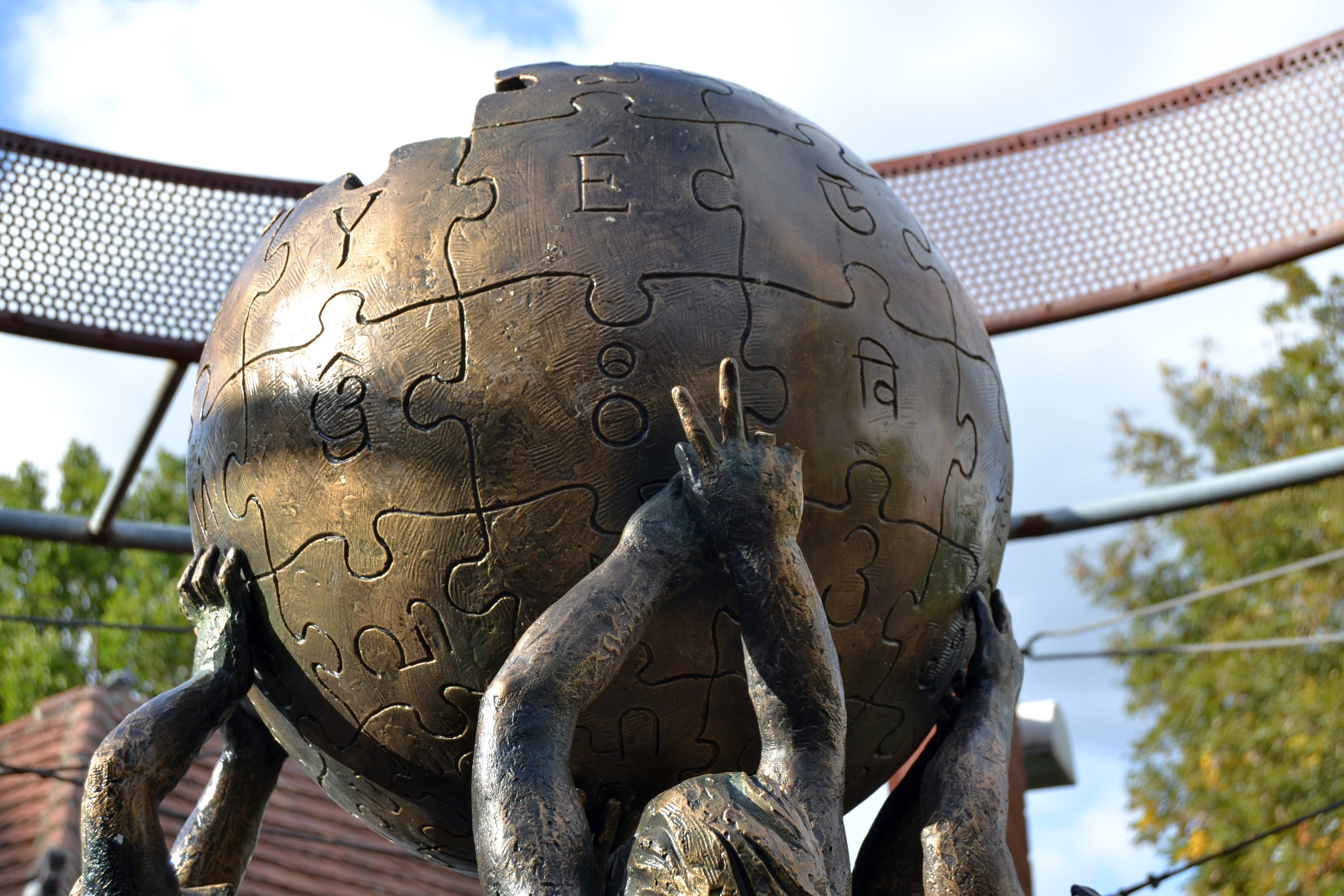
Destrucción visible en los dedos del monumento, 2019